# Râul Valea Pleșii, Lisa
Râul Valea Pleșii este un curs de apă din județul Brașov, unul din cele două brațe care formează Râul Lisa

## Hărți
- Harta Județului Brașov
- Harta Munții Făgăraș  Arhivat în 8 septembrie 2013, la Wayback Machine.
- Harta Munții Făgăraș Est